# Ann Battelle
Ann Battelle, née le 18 janvier 1968 à Yonkers aux États-Unis, est une championne de ski acrobatique américaine spécialiste du ski de bosses. En onze ans de carrière elle participe à quatre Jeux olympiques, remporte un titre de championne du monde en 1999 et deux globes de cristal en 1999 et 2000.

## Biographie

### Enfance et débuts
Née le 18 janvier 1968 à Yonkers (dans la banlieue nord de New York), Ann Battelle a grandi à Williston (à proximité de Burlington dans le Vermont). Enfant, elle pratique de nombreux sports, dont le ski qu'elle pratique à la Cochran’s ski hill, la petite station de la famille Cochrans (en), les vendredi après-midi à grâce au programme de sport après-cours de son collège-lycée (le Champlain Valley Union High School (en)),. Elle ski également en famille tous les week-end hivernaux à Bolton Valley (en), une station du Vermont de taille plus importante.  Elle continue son parcours étudiant au Middlebury College, une Université d'arts libéraux privée de Middlebury, et c'est à cette époque qu'elle commence à skier avec des amis à Sugarbush Resort (en) et qu'elle se prend de passion pour le ski de bosses. La révélation a lieu alors qu'elle assiste à une épreuve de coupe du monde de ski de bosse à Whiteface Mountain (l'épreuve de Lake Placid est présente au calendrier de la coupe du monde de ski acrobatique sans discontinuité de 1985 à 1990). Elle est diplômée du Middlebury College en 1989 et déménage à Steamboat pour rejoindre Jeff Good, un de ses amis skieur acrobatique (il participe à la coupe du monde de 1990-1991 et signe même un top 10 à la Clusaz) et l'équipe américaine de ski Freestyle. Pour ce faire, elle intègre le Winter Sports Club sous les ordres de l’entraîneur Park Smalley. Dès sa seconde, les portes de l'équipe nationale lui sont ouvertes,.
Elle participe à sa première épreuve de coupe du monde le 18 janvier 1992 à Breckenridge (dans le Colordao, sa terre d’accueil) et termine à la seizième place. Elle intègre le top cinq dès la course suivante, proche de ses terres natale à Lake Placid (cinquième), confirme lors de la tournée européenne (septième à Oberjoch) et est sélectionnée pour les Jeux olympiques d'Albertville où le ski de bosse est la seule épreuve officielle de ski acrobatique (le saut acrobatique et le ballet à ski sont sports de démonstration). Elle se classe vingt-et-unième de cette première épreuve olympique.

### De 1992 à Lillehammer (1994)
Elle poursuit alors sa progression lors des saisons suivantes. Titulaire de l’équipe première américaine de ski freestyle en coupe du monde 1992-1993, elle réussit deux nouveaux top 10 (septième à Lake Placid et la Clusaz) et participe à ces premiers Championnats du monde de ski acrobatique à Altenmarkt où elle se classe neuvième. Elle remporte également les championnats américains de ski de bosses,.
Elle franchit un cap lors de la coupe du monde 1993-1994 en s'installant dans le top 10 mondial : elle termine dans les dix meilleures lors de chacune des dix épreuves, et intègre même trois fois le top 5, mais sans parvenir à atteindre un premier podium. Ses résultats lui permettent de se classer sixième du classement de la coupe du monde de ski de bosses. Elle participe également à ses deuxièmes Jeux olympiques à Lillehammer où elle termine huitième de l'épreuve de ski de bosses.

### De 1994 à Nagano (1998)
Sa saison 1994-1995 est marquée par deux évènements. D’abord, sa seconde participation à des Championnats du monde lors des Mondiaux de La Clusaz où elle termine quatrième et meilleure américaine, devant la quadruple vainqueur de la coupe du monde de la discipline Donna Weinbrecht. Puis quelques jours plus tard, le 22 février 1995, elle monte sur son premier podium de coupe du monde grâce à une troisième place à Kirchberg. Au classement de la coupe du monde de ski de bosses, comme l'an passé, elle termine sixième.
L'édition 1995-1996 de la coupe du monde voit l'apparition d'une nouvelle discipline : le ski de bosses en parallèle. Il s'agit de la même discipline que le ski de bosses, mais dans un format de compétition différent où les skieuses s'opposent deux à deux et s'éliminent lors de ces confrontations. Ce sont donc globalement les mêmes athlètes qui participent aux deux types d'épreuves, et Ann Battelle ne fait pas exception. Pas de nouveaux podium mais elle confirme son statut mondial et se classe cinquième du classement 1995-1996 de la coupe du monde de ski de bosse, son meilleur classement à l'époque.
Elle démarre la saison 1996-1997 de manière très convaincante, avec deux nouveau podiums en coupe du monde : son premier en bosses en parallèle (deuxième à Tignes) puis une nouvelle troisième place en bosses (La Plagne. Lors des championnats du monde japonais, elle termine une nouvelle fois quatrième. Mais ces mondiaux ne freine pas sa saison puisqu'elle enchaîne avec un nouveau podium à Kirchberg et surtout, le 13 mars 1997, elle gagne sa première épreuve de coupe du monde lors des finales de Hundfjället,,. Elle devient également championne américaine de ski de bosses pour la troisième fois, devant ses rivales Donna Weinbrecht et Liz McIntyre,.
1998 est une année olympique, et si sa compatriote Donna Weinbrecht et l'Allemande Tatjana Mittermayer font figure de favorites, Ann Battelle se positionne en outsider crédible pour un podium olympique, voire un titre,. Louée par ses entraîneurs pour ses qualités physiques, elle arrive à Nagano en confiance en étant montée sur quatre podium de coupe du monde depuis le début de la saison, dont une victoire à Whistler Blackcomb deux semaines avant les Jeux olympiques et en ayant remporté les qualifications olympiques de l'équipe américaine. Pourtant la phase qualificative est compliquée. Elle réalise une mauvaise manche et ne doit sa qualification pour les phases finales qu'à la chute sur une réception de la double championne du monde en titre, la Française Candice Gilg,. Sa prestation lors de la finale n'est pas beaucoup plus convaincante et elle se classe à une décevante dixième place, derrière ses deux compatriotes (Weinbrecht quatrième et McIntyre huitième) et loin des résultats escomptés,. Elle termine néanmoins la saison de coupe du monde à la quatrième place du classement de ski de bosses, son nouveau meilleur classement.

### De 1998 à Salt-Lake City (2002)
Après cet échec olympique, à trente ans, Ann Battelle repart sur un nouveau cycle. Certaines skieuses comme Candice Gilg (vainqueur du globe des bosses en parallèle en 1996 et 1997) et Donna Weinbrecht (cinq globes en bosse entre 1990 et 1996) se retirent du circuit (même si Weinbrecht fera son retour deux ans plus tard) et Battelle se retrouve favorite de la coupe du monde. C'est pourtant la Finlandaise Minna Karhu (fi) qui remporte les deux premières courses de la saison. Mais celle-ci se blesse au dos lors de la troisième et laisse le champ libre à ses concurrentes, Marja Elfman (pl) et Battelle. Les deux marquent le même nombre de points, 368, mais le titre est attribué à Battelle qui compte une victoire de plus que la Suédoise (une seule victoire pour Battelle mais aucune pour Elfman qui se « contente » de trois secondes places en cinq épreuves). Ce premier globe de cristal s'accompagne d'une huitième place dans le classement des bosses en parallèle et d'une quatrième place au classement général derrière trois spécialistes du saut : Jacqui Cooper, Nikki Stone et Veronica Brenner,. La saison se termine par les Mondiaux d'Hasliberg. Battelle reste sur deux quatrième places lors des deux éditions précédentes, mais cette fois le podium ne lui échappe pas. Le 10 mars 1999, elle devient championne du monde de ski de bosse, en devançant la Norvégienne Kari Traa et la Suisse Corinne Bodmer. Quatre jours plus tard elle monte sur un second podium mondial en terminant troisième du concours de bosses en parallèles derrière l'Allemande Sandra Schmitt et Kari Traa.
Forte de ce doublé coupe du monde/championnats du monde, elle réalise une saison 1999-2000 pleine, la plus aboutie en termes de résultats : en onze épreuves (sept de bosses et quatre de bosses en parallèle) elle ne termine jamais moins bien classé que sixième, dix fois dans le top 5, six fois sur le podium et deux fois sur la plus haute marche. Ces très bons résultats se traduisent dans les différents classements : elle conserve son titre en ski de bosse, encore à égalité de points avec Elfman mais sans être départagée cette fois (les deux skieuses totalisent deux victoires), se classe deuxième de celui de bosses en parallèle derrière Traa, et troisième du classement général derrière Cooper et Brenner. De manière plus anecdotique, cette septième saison en coupe du monde est la première où elle remporte une victoire "à domicile", aux États-Unis. C'est le concours de bosse d'Heavenly Valley le 22 janvier 2020. Ce sera d'ailleurs la seule victoire en coupe du monde en terre américaine de sa carrière.
Lors d'un stage estival préparatoire à la saison 2000-2001, Ann Battelle se blesse à l'épaule et se voit privée de tout le début de saison, et par la même occasion de la possibilité de défendre son globe. Cette blessure ne l'empêche pas de se marier en septembre à Sancha Ayad. En 2001, elle a un deuxième titre à défendre, celui de championne du monde de ski de bosses acquis en Suisse en 1999. Mais elle arrive aux mondiaux de Wistler sans avoir repris la compétition auparavant, et ne peut faire mieux qu'une dix-septième place dans le concours de bosses. Deux jours plus tard, elle réussit à se classer sixième de l’épreuve de bosses en parallèle. Elle termine ensuite la saison de coupe du monde et décroche un nouveau podium lors des finales d'Iizuka Kogen.
La saison 2001-2002 est synonyme de Jeux olympiques, les quatrièmes pour Battelle, et de Jeux olympiques particulièrement importants pour l'équipe américaines de ski puisqu'ils se déroulent sur le sol américain. Battelle réalise un début de saison en deçà de ceux de ses saisons 1998-1999 et 1999-2000, et ne monte sur aucun podium mondial avant les Jeux de Salt-Lake City. Elle termine à la septième place du concours olympique, avec une manche finale où elle comme de petites erreurs sur ses sauts,. Il s'agit de son meilleur résultat aux Jeux mais il reste en deçà de ses attentes. Après avoir hésité elle termine la saison de coupe du monde qu'elle conclut avec deux secondes places à Madarao et Ruka., une quatrième place au classement de la coupe du monde de ski de bosses et la cinquième place du classement général. Elle prend finalement sa retraite à la fin de la saison, après onze ans passés au plus haut niveau au sein de l'équipe américaine de ski freestyle, des participations à quatre jeux olympiques et cinq championnats du monde, deux globes de cristal et un titre de championne du monde en ski de bosses, ainsi que six titres de championne des États-Unis (quatre en bosses et deux en bosses en parallèle),.

### Coupe du monde
- 2 petits globe de cristal :
  - Vainqueur du classement bosses en 1999 et 2000[11]
- Meilleur classement général : 3e en 2000[11]
- Meilleur classement en ski de bosses en parallèle : 2e en 2000[11]
- 21 podiums dont 5 victoires[40].

#### Différents classements en coupe du monde
| Année/Classement | Général | Général | Bosses | Bosses | Bosses parallèle | Bosses parallèle |
| ---------------- | ------- | ------- | ------ | ------ | ---------------- | ---------------- |
| Année/Classement | Class.  | Points  | Class. | Points | Class.           | Points           |
| 1991-1992        | 37e     | 3.00    | 10e    | 22.00  | -                | -                |
| 1992-1993        | 48e     | 42.00   | 16e    | 380.00 | -                | -                |
| 1993-1994        | 19e     | 79.00   | 6e     | 632.00 | -                | -                |
| 1994-1995        | 20e     | 81.00   | 6e     | 568.00 | -                | -                |
| 1995-1996        | 14e     | 86.00   | 5e     | 688.00 | 15e              | 84.00            |
| 1996-1997        | 14e     | 86.00   | 5e     | 432.00 | 4e               | 388.00           |
| 1997-1998        | 11e     | 87.00   | 4e     | 524.00 | 10e              | 208.00           |
| 1998-1999        | 4e      | 92.00   | 1re    | 368.00 | 8e               | 164.00           |
| 1999-2000        | 3e      | 94.00   | 1re    | 468.00 | 2e               | 364.00           |
| 2000-2001        | 24e     | 61.00   | 13e    | 244.00 | -                | -                |
| 2001-2002        | 5e      | 89.00   | 4e     | 436.00 | 15e              | 100.00           |

#### Podiums
En onze saisons Ann Battelle est montée vingt-et-une fois sur un podium de coupe du monde, :
| Date             | Lieu               | Place | Discipline          |
| ---------------- | ------------------ | ----- | ------------------- |
| 1995             |                    |       |                     |
| 22 février 1995  | Kirchberg          | 3e    | Bosses              |
| 1997             |                    |       |                     |
| 8 décembre 1996  | Tignes             | 2e    | Bosses en parallèle |
| 13 décembre 1996 | La Plagne          | 3e    | Bosses              |
| 21 février 1997  | Kirchberg          | 2e    | Bosses en parallèle |
| 13 mars 1997     | Hundfjället        | 1re   | Bosses              |
| 1998             |                    |       |                     |
| 6 décembre 1997  | Tignes             | 3e    | Bosses en parallèle |
| 20 décembre 1997 | La Plagne          | 2e    | Bosses              |
| 11 janvier 1998  | Mont Tremblant     | 2e    | Bosses              |
| 24 janvier 1998  | Whistler Blackcomb | 1re   | Bosses              |
| 1999             |                    |       |                     |
| 16 janvier 1999  | Steamboat Springs  | 3e    | Bosses en parallèle |
| 20 février 1999  | Madarao            | 1re   | Bosses              |
| 2000             |                    |       |                     |
| 27 novembre 1999 | Tandadalen         | 3e    | Bosses en parallèle |
| 5 décembre 1999  | Whistler Blackcomb | 2e    | Bosses en parallèle |
| 8 janvier 2000   | Deer Valley        | 2e    | Bosses              |
| 22 janvier 2000  | Heavenly           | 1re   | Bosses              |
| 29 janvier 2000  | Madarao            | 2e    | Bosses en parallèle |
| 5 février 2000   | Inawashiro         | 1re   | Bosses              |
| 2001             |                    |       |                     |
| 10 février 2001  | Iizuna Kogen       | 2e    | Bosses en parallèle |
| 2001             |                    |       |                     |
| 10 mars 2002     | Madarao            | 2e    | Bosses              |
| 16 mars 2002     | Ruka               | 3e    | Bosses              |

### Jeux olympiques
| Épreuve / Édition | Albertville 1992 | Lillehammer 1994 | Nagano 1998 | Salt Lake City 2002 |
| Bosses            | 21e              | 8e               | 10e         | 7e                  |

### Championnats du monde
| Épreuve / Édition   | Altenmarkt 1993 | La Clusaz 1995 | Iizuna Kogen 1997 | Hasliberg 1999 | Whistler 2001 |
| Bosses              | 9e              | 4e             | 4e                | 1re            | 17e           |
| Bosses en parallèle | -               | -              | -                 | 3e             | 6e            |

## Récompenses et distinctions
- Intronisée au Vermont Sports Hall of Fame en 2019[8].